# Тьерсе (кантон)
Тьерсе (фр. Tiercé) — кантон во Франции, находится в регионе Пеи-де-ла-Луар, департамент Мен и Луара. Расположен на территории двух округов: девять коммун входят в состав округа Анже, двенадцать – в состав округа Сегре.

## История
Кантон Тьерсе был создан в 1875 году. В результате административной реформы 2015 года состав кантона существенно изменился: в его состав вошли коммуны упраздненных кантонов Дюрталь, Ле-Лион-д’Анже и Шатонёф-сюр-Сарт.
С 2015 года состав кантона неоднократно менялся. 28 декабря 2015 года коммуны Брен-сюр-Лонгне, Верн-д’Анжу и Жене вместе с коммуной Ла-Пуэз кантона Шалонн-сюр-Луар образовали новую коммуну Эрдр-ан-Анжу. 
1 января 2016 года коммуны Шамтёссе-сюр-Баконн и Шенийе-Шанже образовали новую коммуну Шенийе-Шамтёссе; коммуна Андинье вошла в состав коммуны Ле-Лион-д’Анже; коммуны Бриссарт, Керре, Континье, Маринье, Сердр и Шампинье образовали новую коммуну Ле-От-д’Анжу; коммуна Прюйе вместе с коммунами Ла-Меньян, Ла-Мамброль-сюр-Лонгне и Ле-Плесси-Масе кантона Анже-4 образовали новую коммуну Лонгне-ан-Анжу; коммуны Моранн и Шемире-сюр-Сарт образовали новую коммуну Моранн-сюр-Сарт.
1 января 2017 года коммуны Домре и Моранн-сюр-Сарт образовали новую коммуну Моранн-сюр-Сарт-Домре.
1 января 2019 года коммуна Шатонёф-сюр-Сарт вошла в состав коммуны Ле-От-д’Анжу.

## Состав кантона с 1 января 2019 года
В состав кантона входят коммуны (население по данным Национального института статистики за 2020 г.):
- Барасе (612 чел.)
- Гре-Невиль (1 423 чел.)
- Дюрталь (3 343 чел.)
- Жювардей (814 чел.)
- Ла-Жай-Ивон (342 чел.)
- Ле-Лион-д’Анже (5 201 чел.)
- Ле-От-д’Анжу (8 743 чел.)
- Ле-Рери (1 033 чел.)
- Лонгне-ан-Анжу (721 чел., частично)
- Мере (999 чел.)
- Монтинье-ле-Рери (446 чел.)
- Монтрёй-сюр-Мен (770 чел.)
- Моранн-сюр-Сарт-Домре (3 669 чел.)
- Со-д’Анжу (1 174 чел.)
- Торинье-д’Анжу (1 252 чел.)
- Тьерсе  (4 470 чел.)
- Шамбелле (394 чел.)
- Шенийе-Шамтёссе (342 чел.)
- Шеф (995 чел.)
- Эрдр-ан-Анжу (3 758 чел., частично)
- Этрише (1 548 чел.)

## Политика
На президентских выборах 2022 г. жители кантона отдали в 1-м туре Эмманюэлю Макрону 33,1 % голосов против 25,8 % у Марин Ле Пен и 16,8 % у Жана-Люка Меланшона; во 2-м туре в кантоне победил Макрон, получивший 59,4 % голосов. (2017 год. 1 тур: Франсуа Фийон – 26,3 %, Эмманюэль Макрон – 21,5 %, Марин Ле Пен – 20,7 %, Жан-Люк Меланшон – 16,5 %; 2 тур: Макрон – 65,6 %).
С 2015 года кантон в Совете департамента Мен и Луара представляют бывший мэр коммуны Этрише Режин Брише (Régine Brichet) и первый вице-мэр коммуны Ле-Лион-д’Анже Нуруддин Мухаммад (Nooruddine Muhammad) (оба – Разные правые).
|                | Кандидаты                     | Партия                   | Первый тур | Первый тур     | Второй тур | Второй тур |
| Кол-во голосов | Кандидаты                     | Партия                   | % голосов  | Кол-во голосов | % голосов  |            |
| -------------- | ----------------------------- | ------------------------ | ---------- | -------------- | ---------- | ---------- |
|                | Режин Брише Нуруддин Мухаммад | Разные правые            | 5 222      | 76,03          | 5 668      | 79,51      |
|                | Долорес Ложе Эрик Метейер     | Национальное объединение | 1 646      | 23,97          | 1 461      | 20,49      |

|                | Кандидаты                          | Партия                  | Первый тур | Первый тур     | Второй тур | Второй тур |
| Кол-во голосов | Кандидаты                          | Партия                  | % голосов  | Кол-во голосов | % голосов  |            |
| -------------- | ---------------------------------- | ----------------------- | ---------- | -------------- | ---------- | ---------- |
|                | Режин Брише Нуруддин Мухаммад      | Правый блок             | 4 420      | 34,18          | 8 350      | 67,72      |
|                | Барбара Мазьер Стефан Робик        | Национальный фронт      | 3 276      | 25,34          | 3 980      | 32,28      |
|                | Клоди Ландель-Баневич Оливье Юно   | Левый блок              | 2 131      | 16,48          |            |            |
|                | Жоэль Ломбар Эмманюэль Рену        | Разные правые           | 1 421      | 10,99          |            |            |
|                | Коралин Кутан Ален Фраппен         | Европа Экология Зелёные | 1 067      | 8,25           |            |            |
|                | Софи Лабрюн-Делеколь Стефан Видаль | Коммунистическая партия | 615        | 4,76           |            |            |